# Dailuaine
Dailuaine [dal'jʊən] ist eine Whiskybrennerei in Charlestown of Aberlour, Speyside, Schottland.

## Geschichte
Die Brennerei wurde 1851 von William Mackenzie gegründet. Als er 1865 starb, verpachtete seine Witwe die Brennerei an James Fleming, einen Banker aus Aberlour. Dieser gründete 1879 zusammen mit dem Sohn von William Mackenzie die Firma Mackenzie & Company.
1884 wurde Dailuaine renoviert und erweitert. Zu diesem Zeitpunkt war sie eine der größten Brennereien der Highlands. Charles Chree Doig baute 1889 die erste Pagode Schottlands in Dailuaine.
1891 wurde Dailuaine-Glenlivet Distillery Ltd. gegründet. 1898 wurde diese Firma mit Talisker Distillery Ltd. zur Dailuaine-Talisker Distilleries Ltd. zusammengefasst. Die Imperial-Brennerei, die Thomas Mackenzie ein Jahr davor gegründet hatte, und eine Grain Brennerei in Aberdeen kamen ebenfalls dazu.
1915 starb Thomas Mackenzie. Ein Jahr später wurde die Company von John Dewar & Sons, John Walker & Sons und James Buchanan & Co. gekauft.
1917 brach ein großes Feuer aus und zerstörte das Pagoden-Dach vollständig. Die Brennerei musste schließen. Drei Jahre später wurde sie wieder eröffnet und 1925 von der Distillers Company Limited (DCL) übernommen.
1960 wurde die Brennerei komplett renoviert. Die Anzahl der Stills wurde von vier auf sechs erhöht. Eine Saladin box ersetzte die Malting floors. Seit 1983 wird das Malz bei fremden Mälzereien gekauft.
1987 wurde Dailuaine von United Distillers (UD) übernommen.

## Produktion
Das Wasser der zur Region Speyside gehörenden Brennerei stammt vom Balliemullich und dem Green Burn. Das Malz wird von United Distillers-Maltings in Roseisle, Muir of Ord (Glen Ord) und Burghead bezogen. Die Brennerei verfügt über einen Maischbottich (mash tun) (11,5 t) aus Edelstahl und acht Gärbottiche (wash backs) (je 55.000 l) aus Lärchenholz. Destilliert wird in drei Grobbrandblasen (wash stills) (je 18.700 l) und drei Feinbrandblasen (spirit stills) (je 20.500 l), die durch Dampf erhitzt werden.

## Abfüllungen
Nur etwa zwei Prozent der Produktion von Dailuaine gehen als Single Malt in den Verkauf. Diese werden ausschließlich in Sherry Butts gelagert, während zum Verschneiden verwendeter Whisky in ehemaligen Bourbon-Fässern gelagert wird.
Als Original-Abfüllung gibt es seit 1991 einen 16-jährigen Dailuaine in der „Flora-&-Fauna-Serie“. Seit 1997 gibt es diesen auch als Abfüllung in Fassstärke.